# Batalla de Ancira
La Batalla de Ancira se libró en 235 a. C. entre el rey seléucida Seleuco II Calinico y su hermano el príncipe Antíoco Hierax. La guerra civil había causado estragos en el imperio seléucida desde el 244 a. C., cuando la reina Laódice había apoyado a su hijo Antíoco en una rebelión contra Seleuco. Antíoco luchó para hacer su propio reino en Anatolia. La victoria de Antíoco en Ancira (moderna Ankara, Turquía) obligó a Seleuco a entregarle sus territorios en Anatolia.
- Datos: Q16207085